# Särkänsaari (ö i Södra Savolax, S:t Michel, lat 61,31, long 26,68)
Särkänsaari är en ö i Finland. Den ligger i sjön Hietanen och i kommunen Mäntyharju i den ekonomiska regionen  S:t Michel och landskapet Södra Savolax, i den södra delen av landet, 160 km nordost om huvudstaden Helsingfors. Öns area är 0,1 hektar och dess största längd är 50 meter i sydväst-nordöstlig riktning.